# Чиндатский
Чиндатский — село в Кемеровской области Яйского района. Входит в состав Дачно-Троицкого сельского поселения.

## География
Протекают две реки через посёлок - небольшой водоток и его устье -  р. Чиндат (приток реки Чулым). 
Одна улица — Возрождения.
Расстояние до районного центра Яя — 18 км.
Расстояние до областного центра Кемерово — 86 км.

## История
В 1975 г. Указом Президиума ВС РСФСР поселок фермы № 4 совхоза «Анжерский» переименован в Чиндатский.

## Население
| 2010 |
| ---- |
| 71   |

## Инфраструктура
Сельское хозяйство.

## Транспорт
Автодорога, железная дорога (станция Судженка)